# Aphnaeus asterius
Aphnaeus asterius är en fjärilsart som beskrevs av Carl Plötz 1880. Aphnaeus asterius ingår i släktet Aphnaeus och familjen juvelvingar. Inga underarter finns listade i Catalogue of Life.